# Fabbrica di turbine AEG
L'AEG Turbinenfabrik è un'opera realizzata dall'architetto tedesco Peter Behrens nel 1909, a Berlino, commissionatagli dalla più grande industria elettro-meccanica del tempo, la AEG, nota anche con il nome italiano di Fabbrica di Turbine AEG.

## Storia
(Heinrich Lersch)
Tra i maggiori animatori del frenetico progresso industriale conosciuto dal neonato Secondo Reich tedesco alla fine dell'Ottocento vi fu l'AEG, azienda elettrica fondata nel 1896 che, in seguito alla sua crescita dirompente, iniziò ben presto a necessitare di un nuovo insediamento. Il sito scelto, all'angolo tra la Huttenstraße e la Berlichingerstraße, era occupato da alcune preesistenze di scarso valore architettonico, dall'anonima struttura mista, mattoni e ferro appena ingentilita da alcuni inserti ornamentali di ascendenza medievale: tale agglomerato apparteneva a un'altra compagnia, la Union-Elektricitäts-Gesellschaft (UEG), che tuttavia - a seguito di alcune pressanti problematiche economiche - decise di cedere il sito proprio alla AEG, che qui desiderava trasferire la produzione a vasta scala di turbine in un impianto più ampio e moderno rispetto a quello già a loro disposizione.
Fu Peter Behrens a ricevere la commissione di progettare il nuovo edificio, che doveva necessariamente rispondere ad alcuni indispensabili requisiti, ovverosia un totale sfruttamento dello spazio disponibile, la possibilità di insediare di gru mobili e radiali e di predisporre una penetrazione ferroviaria e la massima captazione della luce solare, oltre che l'apertura di uno spazio principali di grandi dimensioni per il montaggio delle turbine e di una struttura laterale destinata allo stoccaggio delle medesime. Behrens, che era vistosamente impreparato in materia ingegneristica (egli, d'altro canto, non aveva seguito neanche corsi di architettura regolari, essendosi formato come pittore), si lasciò aiutare in questo incarico dall'ingegnere Karl Bernhard.
L'opera, considerata uno dei capolavori del protorazionalismo tedesco, lasciò un'impronta profonda in molti degli architetti delle generazioni a venire, a partire da Le Corbusier, Mies van der Rohe e Walter Gropius. In virtù del suo valore architettonico nel 1956 la fabbrica delle turbine è tutelata come monumento storico, ed è stata sottoposta persino a un radicale restauro, nel 1978. Lungo il prospetto meridionale è collocato un pannello descrittivo che riassume le informazioni più salienti sulla sua costruzione e sul suo valore storico.

## Descrizione

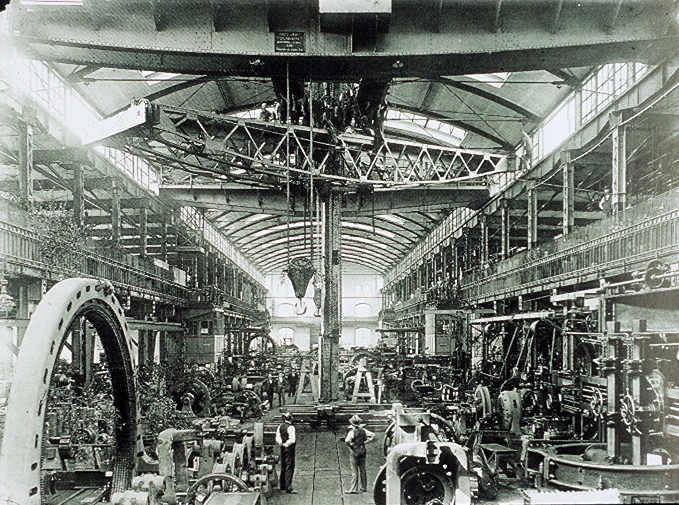
Foto storica degli interni della Turbinenfabrik

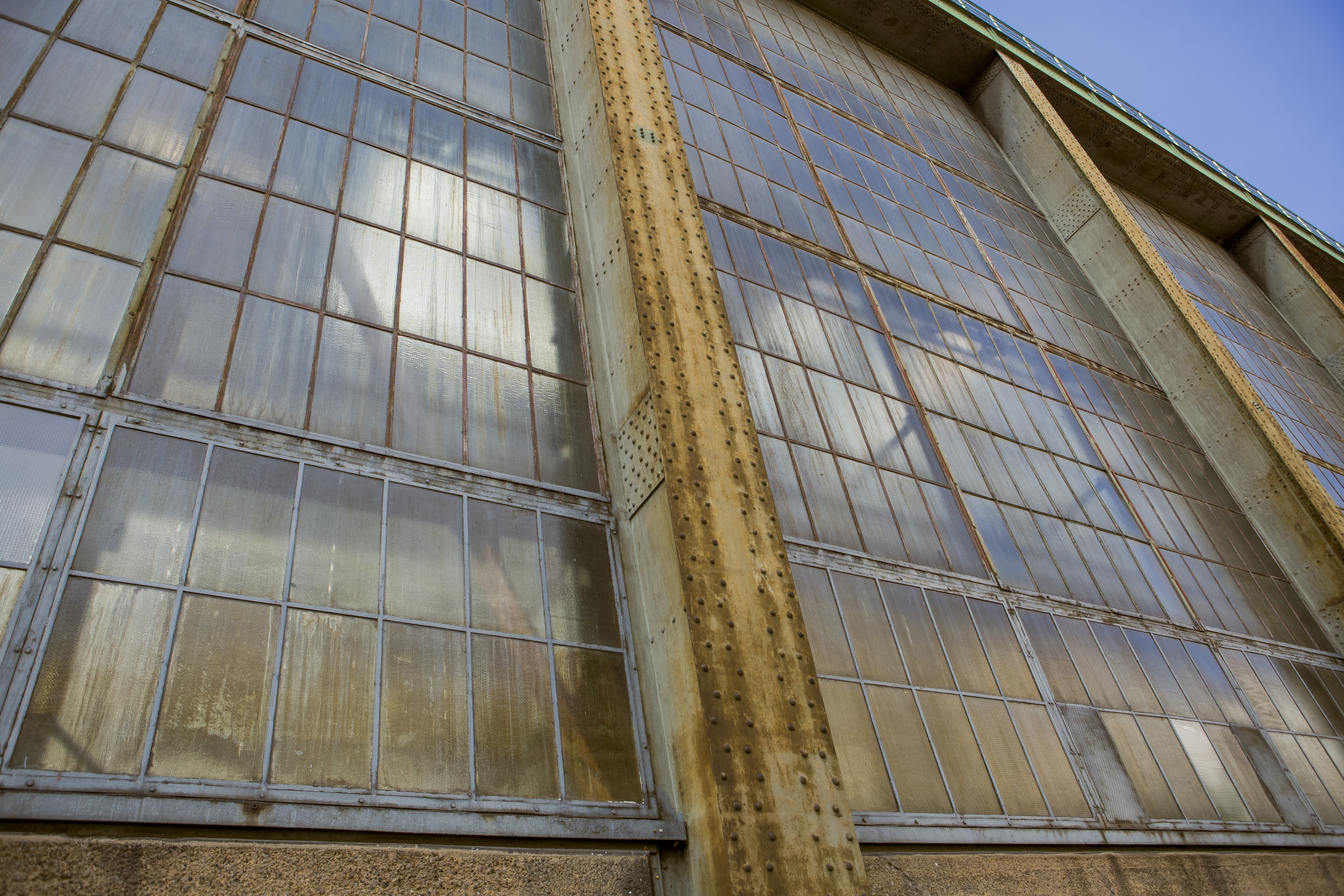
Fotografia delle vetrate

Il solenne complesso behrensiano, situato all'angolo tra la Huttenstraße e la Berlichingerstraße, è composto dalla Turbinenhalle e da un piccolo corpo edilizio laterale, destinato come già accennato a funzioni di deposito. La funzione portante della struttura è affidata a un'intelaiatura a traliccio a tre cerniere, con ampie vetrate opache che si snodano lungo i lati lunghi del capannone intervallate da quattordici pilastri con interasse di 9,22 m, dalle spiccate qualità volumetriche, i quali raggiungono il filo del cornicione e non si pongono in competizione con il reticolato portante, bensì lo potenziano, evitando che questo si disperda e configurandogli una definizione più compatta e planare. 
I pilastri servono anche a sorreggere la trave sovrastante, la quale con la sua lunghezza di 127 metri genera un imponente sistema trilitico. I fusti delle colonne, inoltre, presentano una rastremazione e discendono sino a scaricare su una cerniera in ferro che ne nullifica il contatto con il plinto di fondazione e celebra le potenzialità tecnologiche di tale materiale costruttivo. Sono questi tutti dettagli che conferiscono la Turbinenfabrik la dignità di «un tempio del lavoro e del progresso» e la avvicinano all'architettura greca. Con la potente monumentalità delle sue superfici, con l'evocazione della forma trilitica arcaica, con il ritmico alternarsi di pieni e vuoti, in effetti, la Fabbrica di turbine AEG presenta varie tangenze (formali, si badi, e non storiciste) con i tempi ellenici, in particolar modo con l'essenziale solidità del dorico, allorché - come osservato da Stanford Anderson - Peter Behrens sembra quasi volersi proporre come «il profeta di un nuovo classicismo destinato a reinterpretare le energie della vita contemporanea in termini di verità eterne»: è in questo modo che il capannone behrensiano si configura come un pregnante «tempio del lavoro», sia dal punto di vista materiale che spirituale.
Di particolare interesse risultano anche i fronti, i quali sono semplici, severi del tutto privi di decorazioni scultoree - giudicate da Behrens superflue e, anzi, dannose per una fabbrica - ed esibiscono il nudo scheletro dell'edificio. Il timpano non è triangolare, come imporrebbe la tradizione, bensì poligonale: tale forma, giustificata inizialmente dall'esigenza di fornire un adeguato areale di manovra alle gru, sarebbe riconducibile secondo Bernhard alla volontà di Behrens di conferire fisicità e rappresentatività alla facciata della Turbinenfabrik. Anche in questo caso il frontone, per quanto massiccio, non entra in competizione con la grande superficie vetrata sottostante, la quale allevia la pesantezza del contesto murario circostante.
Oggi il nome del Behrens è indissolubilmente legato a quello della Fabbrica delle Turbine, unanimemente considerata il suo maggiore capolavoro: sono state numerose, in effetti, le interpretazioni fornite su quest'opera paradigmatica della modernità. Nikolaus Pevsner la ritiene una delle creazioni più significative dell'architettura del XX secolo: «Il risultato è un'opera di pura architettura, equilibrata con tanta finezza, che le grandi dimensioni si percepiscono a stento [...] si era davvero realizzato lo stile e l'atteggiamento spirituale del ventesimo secolo». Se Pevsner elogia in particolar modo l'inventiva di Behrens e la potenza delle sue abilità di visualizzazione, Henry-Russell Hitchcock preferisce tessere un'apologetica del pragmatismo della fabbrica, ritenendola un «capolavoro di schietta architettura industriale»: analogamente J. M. Richards la ritiene addirittura la capostipite dell'architettura moderna in quanto «offre una soluzione razionale al problema tipico dell'industria moderna, e fa un uso appropriato di materiali come acciaio e vetro». Più vicina alla tesi di Pevsner è invece l'interpretazione offerta da Siegfried Giedion, per il quale la Turbinenfabrik presenta un chiaro significato sociale: «Behrens, consapevolmente, trasformò lo stabilimento in una dignitosa sede dell'attività umana».